# Pilisphaerion exoticum
Pilisphaerion exoticum là một loài bọ cánh cứng trong họ Cerambycidae.